# 仏舎利
仏舎利（ぶっしゃり、梵: Śarīra）とは、入滅した釈迦が荼毘に付された際の遺骨を指す。舎利はシャリーラの音写であり、遺骨または遺体を意味する言葉。従って、仏舎利とは仏陀である釈迦の舎利のことを意味する。遺骨の他にも、仏歯と呼ばれる歯を含む。
日本に現存する仏舎利のうち、考古学的な裏付けがされている真の仏舎利（真舎利、真身舎利）としては、インドで発掘され、タイ王国を経由して覚王山日泰寺（名古屋市）に納められているものがある。スリランカのジャヤワルダナ大統領が大統領官邸において阿含宗に寄贈した仏舎利にもスリランカ国の公文書の由来書が付されており釈迦山大菩提寺に祀られている。

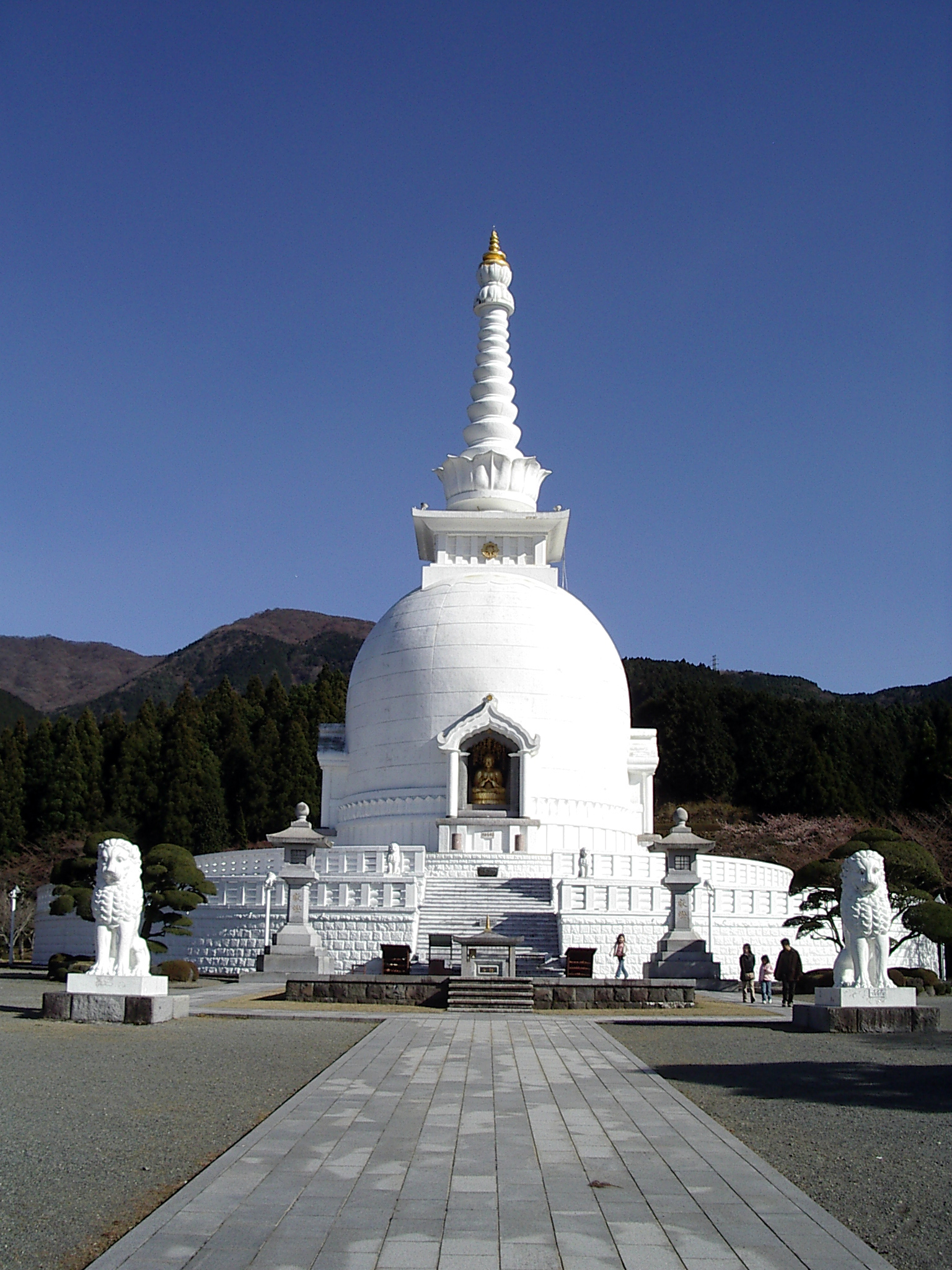
仏舎利塔
(静岡県御殿場市の平和公園)

## 歴史

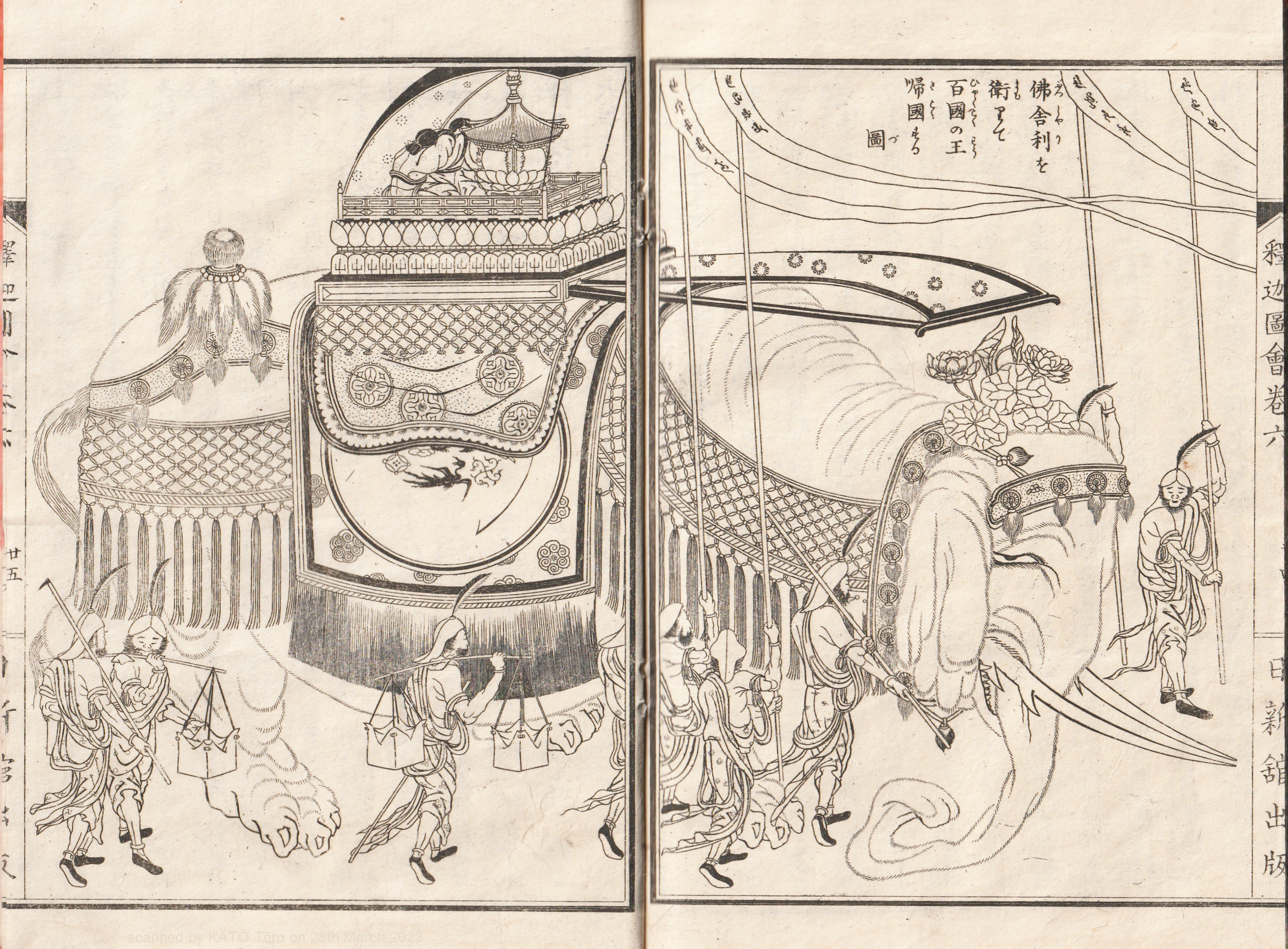
「佛舎利を衛りて百国の王帰国する図」。葛飾北斎・画。『釈迦御一代記図会』(1839年)より

釈迦入滅の地クシナガラの統治部族マッラ族は当初仏舎利の専有を表明し、仏教を国教とする周辺国との間に仏舎利を巡って争いが発生する事態となったが、結果として8等分され、それに、容器と残った灰を加えて周辺内外の10か所の寺院に奉納された。
200年の後、インドの敬虔な仏教徒であったマウリヤ朝のアショーカ王はインド統一を果たした後、全国8か所に奉納されていた仏舎利のうち7か所の仏舎利を発掘し、遺骨は細かく粉砕し、一粒一粒に分け、灰燼は微量ずつに小分けする作業を行って、最終的に周辺国も含めて8万余の膨大な寺院に再配布を実施した。
仏教が後年に伝来する中国では、多くの僧が仏舎利の奉納されたインドやタイに赴き、仏舎利の収められたストゥーパ（仏舎利を納骨する円すい形の仏塔。日本の卒塔婆のモデルであり語源である）の前で供養した宝石類を「仏舎利の代替品」として持ち帰り、それを自寺の仏塔に納めた。この宝石を仏舎利の代用として奉納する手法は古くから日本でも行われてきた。
日本に現存する最古のストゥーパである法隆寺五重塔の解体調査を行った関野貞の息子・関野克によると、法隆寺五重塔の心礎（心柱の礎石）に掘られた穴に納められていた仏舎利の正体はダイヤモンドであったという。

### 日本

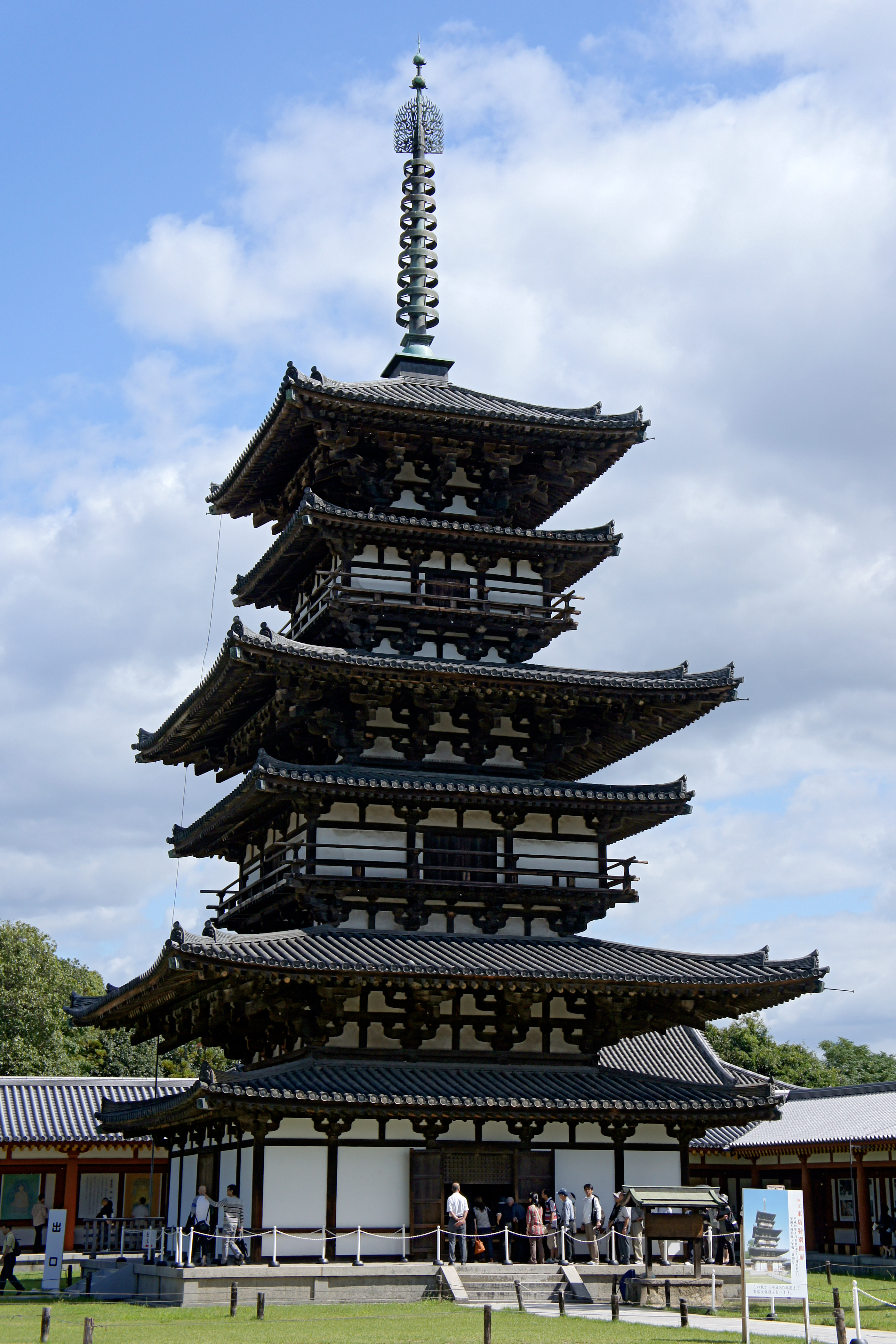
薬師寺東塔（奈良時代）

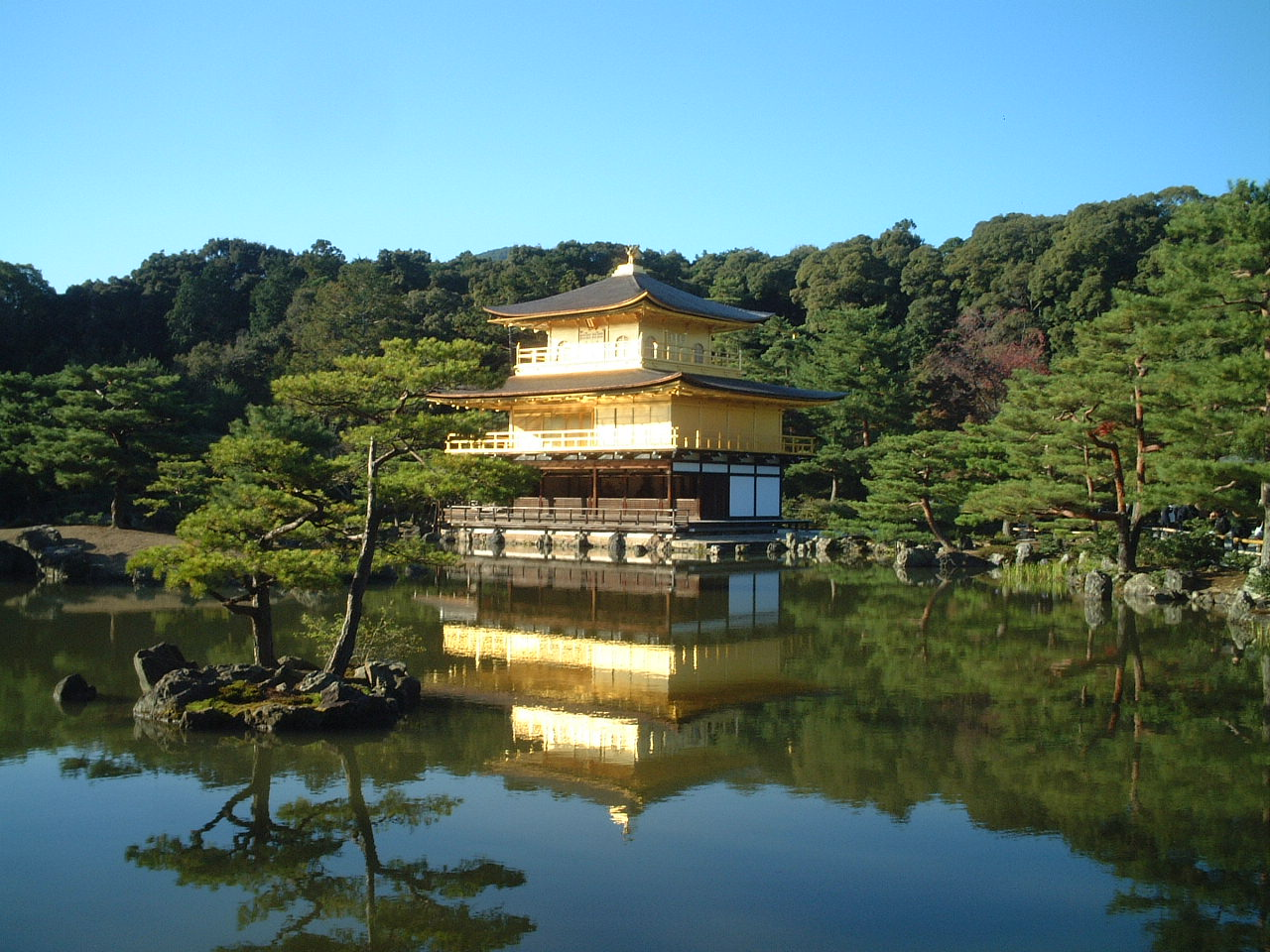
鹿苑寺金閣舎利殿

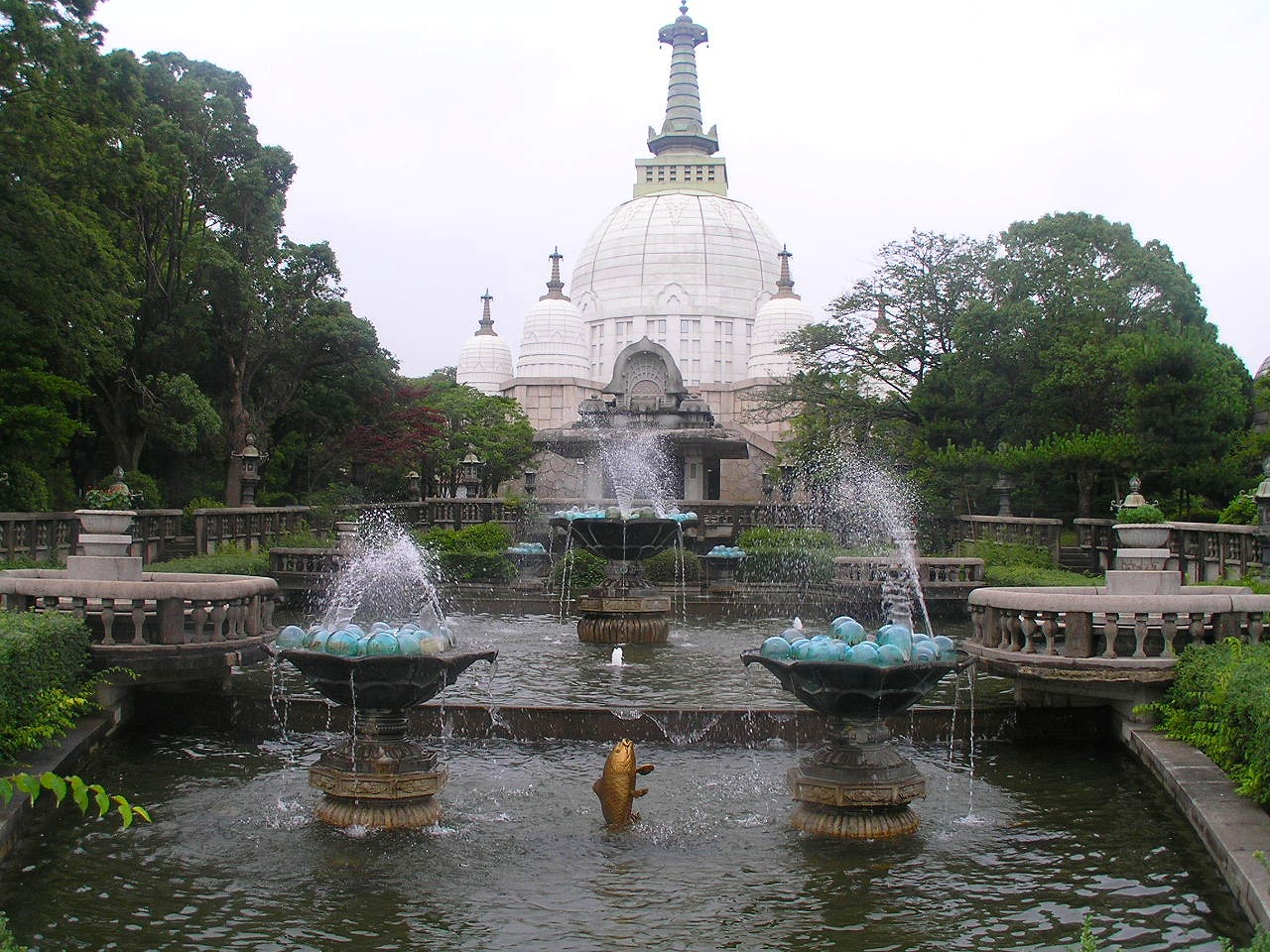
名古山霊苑 仏舎利塔

日本への仏教伝来は538年とも552年とも伝えられており、このとき仏像や経典が渡来したとあるが、舎利についての記述はない。
『日本書紀』には、推古元年正月15日（西暦593年）に、「仏の舎利を以て、法興寺の刹の柱の礎の中に置く」とある。1956年、飛鳥寺周辺の発掘調査により、法興寺（または元輿寺）の遺構が現れた。そして今は失われた仏塔の芯礎から、木箱に収められた舎利容器が発見された。舎利は593年に芯礎に安置されたが、完成した仏塔は1196年に落雷のため焼失した。舎利は翌年いったん掘り出され、新しい舎利容器と木箱に入れて、ふたたび芯礎部分に埋めたものという。
飛鳥時代には法興寺、斑鳩寺（現在の法隆寺）、現在の四天王寺など、立派な仏塔を備えた寺院が建立されているが、これらの仏塔は仏舎利を祭るものである。
『日本書紀』はまた、推古30年7月（西暦623年）に新羅の真平王が仏像・金塔・舎利などを贈ってきたとある。この舎利は四天王寺に収められたとされている。
初期仏教では仏法（教え）を貴び、またインドの慣習儀礼に基づき像を造ることがなかったので、仏舎利が唯一具体的な形を持った信仰対象となっていた。しかし日本へ伝来したときは最初から仏像があったので、仏舎利とそれを祭る仏塔は必ずしも信仰の中心ではなかった。
754年に鑑真が仏舎利を携えて来日しているが、806年に空海らが真言密教とともに大量の仏舎利を持ち帰った。以降、日本において仏舎利信仰が再燃し、仏塔だけでなく舎利容器に収めたものを室内でも礼拝するようになる。
江戸時代の鎖国、明治の廃仏毀釈などで海外との交流は途絶えるが、明治末期の1900年以降、スリランカ、タイなどの上座部仏教圏との交流から仏舎利を贈与された例がいくつかある。
1898年にネパールと国境に近いインド北部で、イギリスの駐在官プッペが古墳を発掘し、その際に発見した壺に刻まれていた古代文字を解読したところ、釈迦およびその一族の遺骨であると記されていた。遺骨はインドを統治していたイギリス政府から仏教国であるシャム（現在のタイ王国）のチュラーロンコーン国王に譲渡された。その一部はビルマ（ミャンマー）、セイロン（現在のスリランカ）、日本などの仏教国へ分与された。1900年に日本へ贈られた分はいったん本願寺見真大師堂に納められた後、各宗派の合議の上、名古屋市内の覚王山日暹寺（現在の覚王山日泰寺）を建設してそこに祀ることになった。合議に際しては、仏教宗派・地域間で激しい対立があった。
第二次世界大戦後、熊本市花岡山、静岡県御殿場市平和公園、兵庫県姫路市名古山霊苑など日本各地にインドのネルー首相から仏舎利が贈与され、ドーム型の仏舎利塔が多数建立された。
1986年には、スリランカのジャヤワルダナ大統領から阿含宗に由緒書を付した仏舎利がスリランカ大統領官邸において寄贈されている。1881年、イギリスの考古学者であるカニンガムがブッダガヤの大菩提寺にある金剛法座の下から仏舎利の納められた骨壺を発掘した。そのうち、大菩提寺の住職であったスリランカ国の僧がスリランカの菩提寺に49粒を持ち帰ったという由緒書には仏歯寺の管長の署名も付されている。

## 仏舎利の代替品

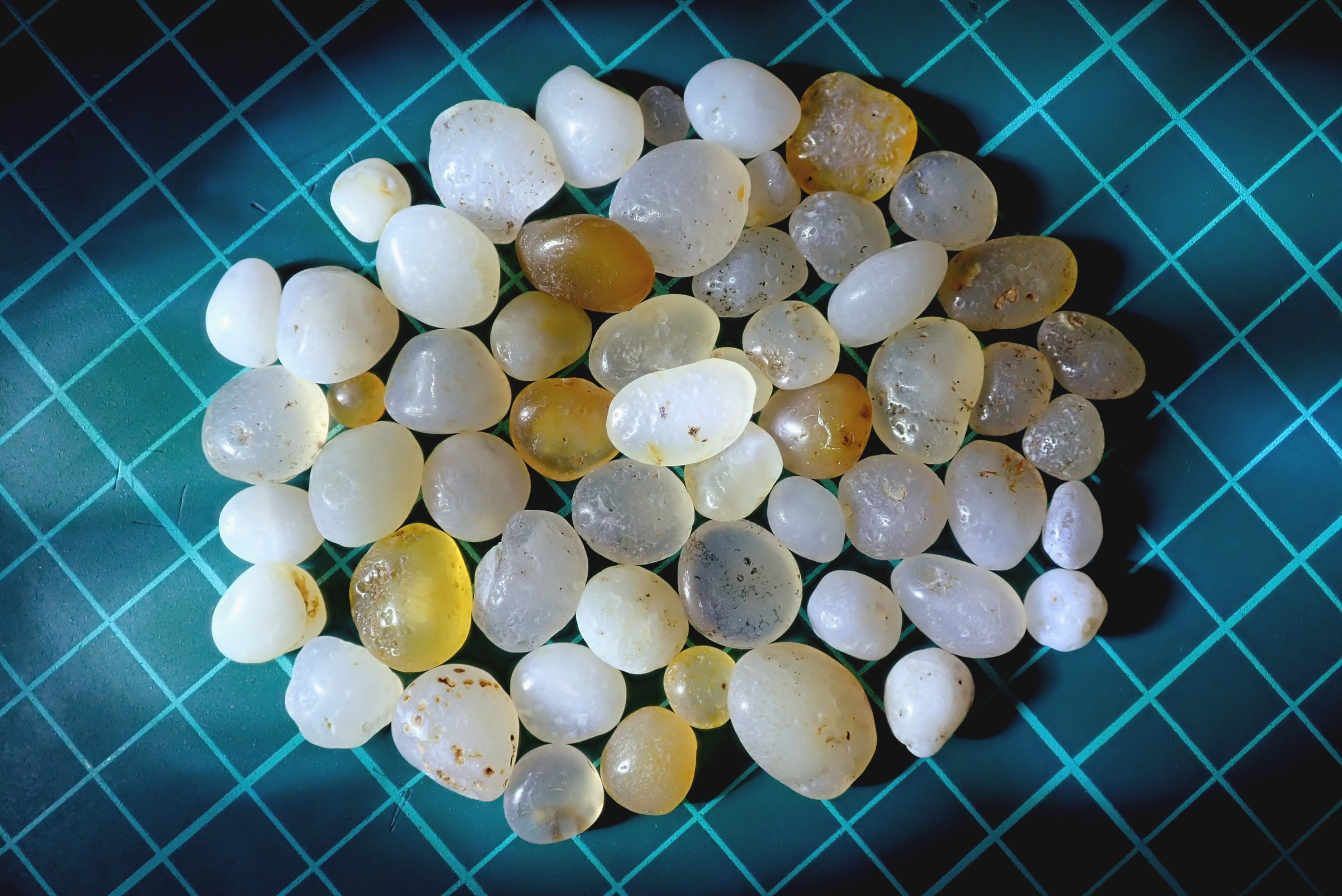
地元の津軽では舎利石と呼ばれる小豆～大豆ほどの石英質の水摩礫（青森県東津軽郡今別町で採取）

仏舎利とは本来、釈迦の遺骨・遺灰・毛髪などであり、このような仏舎利を「真舎利」「真身舎利」という。しかし真舎利は入手が困難であり、数も限られてくるので、各国で仏舎利の代替品を塔に納めるようになる。
1つは遺骨によく似た宝石や貴石等を代替品とする例であり、日本では特に津軽地方の母衣月（ほろづき）の舎利浜（現在の青森県今別町袰月）やその周辺の海岸で採れる翡翠や石英を、仏舎利とみなして古くから珍重した。
浄書した経典を仏舎利とみなして塔に納めることもある。このような例を「法舎利」「法身舎利」という。法隆寺の百万塔陀羅尼も法舎利信仰の1つである。
真言宗では土砂加持で加持した土砂を仏舎利として行法で使う大壇の宝塔に納める場合がある。